# Rubkona
Rubkona (o Rub Kona, Rub-Koni) es una localidad de Sudán del Sur, situada en el norte del país, en el estado de Unidad. Se encuentra a orillas del río el-Ghazal, que la separa de la capital del estado, Bentiu. Ambas ciudades se encuentran unidas por un puente. Es capital del condado homónimo.
Actualmente la población se encuentra muy golpeada por años de guerra y conflicto. El estado de infraestructuras y servicios es muy deficiente.